# 카를로스 페르난데스 루나
카를로스 페르난데스 루나(스페인어: Carlos Fernández Luna, 1996년 5월 22일, 안달루시아 주 카스티예하 데 구스만 ~)는 스페인의 프로 축구 선수로, 현재 레알 소시에다드에서 공격수로 활약하고 있다.

## 클럽 경력

### 세비야
페르난데스는 안달루시아 주 세비야 도 카스티예하 데 구스만 출신으로, 불과 17세의 나이에 세군다 디비시온 B에 속한 세비야의 2군 소속으로 성인 무대에 첫 걸음을 뗐다. 2013년 12월 18일, 그는 1군 소속으로 신고식을 치렀는데, 그는 0-2로 패한 라싱 산탄데르와의 코파 델 레이 32강전 안방 경기에서 피오트르 트로호프스키와 교체되어 1군 신고식을 치렀다.
2014년 3월 2일, 18번째 생일이 지나기 전, 페르난데스는 1-0으로 이긴 레알 소시에다드와의 산체스 피스후안 안방 경기에서 후반전 중간에 유소년부 선배 호세 안토니오 레예스와 교체되어 첫 라 리가 경기를 치렀다. 2015-16 시즌, 그는 2군 소속으로 개인 역대 최다인 17골을 기록해 소속 선수단의 세군다 디비시온 승격에 일조했다.
2016년 8월 21일, 그는 3-3으로 비긴 지로나와의 안방 경기에서 2군 소속으로 첫 프로 무대 득점을 기록했다. 3주 후, 그는 1군 소속으로 첫 1부 리그 골맛을 모았는데, 라스 팔마스를 상대로 역전 결승골을 기록해 2-1 승리에 일조했다.
2016년 10월 초순 훈련에서, 페르난데스는 왼쪽 무릎의 전방 십자 인대가 파열되어 시즌 나머지 기간을 출전하지 못했다. 이듬해 4월 그는 훈련에 복귀했고, 계속해서 2군 경기에 출전했다.
2018년 8월 30일, 페르난데스는 2부 리그의 데포르티보로 1년 동안 임대되었다. 이듬해 8월 14일, 그는 또다른 1부 리그 구단인 그라나다와 임시 계약을 맺었고, 10골을 기록해 소속 구단의 리그 7위 성적에 일조해 구단 사상 첫 유로파리그 진출에 일조했다.

### 레알 소시에다드
2021년 1월 24일, 훌렌 로페테기 세비야 감독은 페르난데스를 전력 외로 분류하면서 레알 소시에다드와 6년 반 계약을 맺고 이적했는데, 전 소속 구단은 €10M을 받고 계약에 따라 €2M을 더 받을 수도 있게 되었다.

## 경력 통계
2021년 7월 1일 기준
| 구단              | 시즌      | 리그              | 리그 | 리그 | 컵   | 컵 | 대륙 | 대륙 | 기타 | 기타 | 합계 | 합계 |
| 구단              | 시즌      | 리그명            | 출장 | 골   | 출장 | 골 | 출장 | 골   | 출장 | 골   | 출장 | 골   |
| ----------------- | --------- | ----------------- | ---- | ---- | ---- | -- | ---- | ---- | ---- | ---- | ---- | ---- |
| 세비야 B          | 2013–14   | 세군다 디비시온 B | 28   | 8    | —    | —  | —    | —    | 0    | 0    | 28   | 8    |
| 세비야 B          | 2014–15   | 세군다 디비시온 B | 32   | 5    | —    | —  | —    | —    | 0    | 0    | 32   | 5    |
| 세비야 B          | 2015–16   | 세군다 디비시온 B | 32   | 15   | —    | —  | —    | —    | 6    | 2    | 38   | 17   |
| 세비야 B          | 2016–17   | 세군다 디비시온   | 4    | 1    | —    | —  | —    | —    | 0    | 0    | 4    | 1    |
| 세비야 B          | 2017–18   | 세군다 디비시온   | 24   | 8    | —    | —  | —    | —    | 0    | 0    | 24   | 8    |
| 세비야 B          | 합계      | 합계              | 120  | 37   | 0    | 0  | 0    | 0    | 6    | 2    | 126  | 39   |
| 세비야            | 2013–14   | 라 리가           | 4    | 0    | 1    | 0  | 0    | 0    | —    | —    | 5    | 0    |
| 세비야            | 2014–15   | 라 리가           | 1    | 0    | 0    | 0  | 0    | 0    | 0    | 0    | 1    | 0    |
| 세비야            | 2015–16   | 라 리가           | 1    | 0    | 0    | 0  | 0    | 0    | 0    | 0    | 1    | 0    |
| 세비야            | 2016–17   | 라 리가           | 3    | 1    | 0    | 0  | 0    | 0    | 0    | 0    | 3    | 1    |
| 세비야            | 2017–18   | 라 리가           | 2    | 1    | 0    | 0  | 0    | 0    | —    | —    | 2    | 1    |
| 세비야            | 2020–21   | 라 리가           | 5    | 0    | 1    | 0  | 1    | 0    | 0    | 0    | 7    | 0    |
| 세비야            | 합계      | 합계              | 16   | 2    | 2    | 0  | 1    | 0    | 0    | 0    | 19   | 2    |
| 데포르티보 (임대) | 2018–19   | 세군다 디비시온   | 24   | 8    | 1    | 0  | 0    | 0    | 4    | 2    | 29   | 10   |
| 그라나다 (임대)   | 2019–20   | 라 리가           | 34   | 10   | 6    | 3  | 0    | 0    | 0    | 0    | 40   | 13   |
| 레알 소시에다드   | 2019–20   | 라 리가           | —    | —    | 1    | 0  | —    | —    | —    | —    | 1    | 0    |
| 레알 소시에다드   | 2020–21   | 라 리가           | 11   | 1    | 1    | 0  | 0    | 0    | 0    | 0    | 12   | 1    |
| 레알 소시에다드   | 합계      | 합계              | 11   | 1    | 2    | 0  | 0    | 0    | 0    | 0    | 13   | 1    |
| 경력 합계         | 경력 합계 | 경력 합계         | 205  | 58   | 11   | 3  | 1    | 0    | 10   | 4    | 227  | 65   |

1. ↑  승격 플레이오프전 출전 경기 기록 포함
2. ↑  챔피언스리그 출장 경기 기록 포함
3. ↑  승격 플레이오프전 출장 경기 기록 포함
4. ↑  2021년에 치러진 2020 코파 델 레이 결승전 출장 경기 기록 포함

## 수상

### 클럽
레알 소시에다드
- 코파 델 레이: 2019–20[16][17]

### 국가대표팀
스페인 U-19
- UEFA U-19 축구 선수권 대회: 2015[18]